# Charles Cutler Torrey
Charles Cutler Torrey, noto anche come Charles C. Torrey (20 dicembre 1863 – 12 novembre 1956), è stato un orientalista, archeologo e storico delle religioni statunitense.

## Biografia
Fondatore della American School of Archaeology a Gerusalemme nel 1901, Torrey studiò sempre con approccio strettamente comparativistico Cristianesimo e Islam, affiancando alle sue capacità di affrontare i testi scritti anche uno spiccato interesse archeologico.
Torrey insegnò Lingue semitiche nell'Andover Theological Seminary (1892–1900) e nella Yale University (1900–32).
Alcuni degli studi di Charles Cutler Torrey sono inclusi nell'opera The Origins of The Koran: Classic Essays on Islam's Holy Book, edito da Ibn Warraq (pseudonimo che nasconde uno studioso fortemente critico nei confronti dell'Islam).

## Opere
- The Mohammedan Conquest of Egypt and North Africa (1901), basato sul lavoro storico di Ibn ʿAbd al-Ḥakam, odi cui pubblicò un'edizione completa nel 1922 (New Haven, Yale University).
- The Jewish Foundation of Islam] (1933) [edizione completa online: The Jewish Foundation of Islam.
- The Composition and Historical Value of Ezra-Nehemiah (1896)
- Ezra Studies (1910)
- The Chronicler's History of Israel (1954).
- In The Second Isaiah: A New Interpretation (1928), affermò che i versetti Isa. 34–35 e 40–66 dovevano essere datati all'incirca nel IV secolo a.C..
- Original Prophecy (1930) presenta la sua teoria secondo la quale il libro canonico di Ezechiele è un rifacimento di un testo pseudoepigrafico del III secolo a.C..
- The Translations Made from the Original Aramaic Gospels (1912)
- The Four Gospels: A New Translation (1933),
- Our Translated Gospels (1936), Torrey sostiene che i quattro Vangeli sinottici sono traduzioni greche di originali in Lingua aramaica.
- Apocalypse of John (1958), in cui sostiene che tale Rivelazione è una traduzione di un originale aramaico scritto nell'anno 68.